# AAA-Saison 1925
Die AAA-Saison 1925 war die 8. Meisterschaftssaison im US-amerikanischen Formelsport. Sie begann am 1. März in Culver City und endete am 29. November ebenfalls in Culver City. Peter DePaolo sicherte sich den Titel.

## Rennergebnisse
| Nr. | Datum         | Veranstaltung (Rennstrecke)                                           | Meilen | Sieger                      | Sieger                      | Siegerteam |
| --- | ------------- | --------------------------------------------------------------------- | ------ | --------------------------- | --------------------------- | ---------- |
| 01  | 05. März      | Culver City Race 1 (Culver City Speedway) (HB)                        | 250    | Tommy Milton                | Tommy Milton                | Miller     |
| 02  | 30. April     | Raisin Day Classic (Fresno Speedway) (HB)                             | 150    | Peter DePaolo               | Peter DePaolo               | Duesenberg |
| 03  | 11. Mai       | Southern Speed Classic (Charlotte Speedway) (HB)                      | 250    | Earl Cooper                 | Earl Cooper                 | Miller     |
| 04  | 30. Mai       | International 500 Mile Sweepstakes (Indianapolis Motor Speedway) (ZO) | 500    | Peter DePaolo Norman Batten | Peter DePaolo Norman Batten | Duesenberg |
| 05  | 13. Juni      | Spring Classic (Altoona Speedway) (HB)                                | 250    | Peter DePaolo               | Peter DePaolo               | Duesenberg |
| 06  | 11. Juli      | Laurel Race 1 (Baltimore-Washington Speedway) (HB)                    | 249,75 | Peter DePaolo               | Peter DePaolo               | Duesenberg |
| 07  | 07. September | Autumn Classic (Altoona Speedway) (HB)                                | 250    | Bob McDonough               | Bob McDonough               | Miller     |
| 08  | 24. Oktober   | Laurel Race 2 (Baltimore-Washington Speedway) (HB)                    | 249,75 | Bob McDonough               | Bob McDonough               | Miller     |
| 09  | 31. Oktober   | Autumn Classic (Rockingham Speedway) (HB)                             | 250    | Peter DePaolo               | Peter DePaolo               | Duesenberg |
| 10  | 11. November  | Charlotte Race 2 (Charlotte Speedway) (HB)                            | 250    | Tommy Milton                | Tommy Milton                | Duesenberg |
| 11  | 29. November  | Culver City Race 2 (Culver City Speedway) (HB)                        | 250    | Frank Elliott               | Frank Elliott               | Miller     |

- Erklärung: HB: Holzbahn (Board track), ZO: Ziegelsteinoval

## Fahrer-Meisterschaft (Top 10)
| 1. | Peter DePaolo | 3260 |
| 2. | Tommy Milton  | 1745 |
| 3. | Harry Hartz   | 1640 |
| 4. | Bob McDonough | 1505 |
| 5. | Earl Cooper   | 935  |

| 6.  | Frank Elliott | 870 |
| 7.  | Dave Lewis    | 465 |
| 8.  | Fred Comer    | 459 |
| 9.  | Ralph Hepburn | 380 |
| 10. | Phil Shafer   | 340 |